# Choukri al-Kouatli
 (juin 2020).
Si vous disposez d'ouvrages ou d'articles de référence ou si vous connaissez des sites web de qualité traitant du thème abordé ici, merci de compléter l'article en donnant les références utiles à sa vérifiabilité et en les liant à la section « Notes et références ».
Choukri Bey al-Kouatli (en arabe : شكري القوتلي / Šukrī al-Quwwatlī), né en 1891 à Damas et mort le 30 juin 1967 à Beyrouth, est un homme d'État syrien, président de la Syrie de 1943 à 1949 et de 1955 à 1958.

## Biographie
Kouatli a fait son entrée dans la politique syrienne dans les années 1930 au sein du Bloc national, une coalition de partis arabes opposés au mandat français en Syrie.
Dans sa jeunesse, il rejoint le parti Al-Fatat, un mouvement politique d'opposition à l'Empire ottoman. Il est arrêté pour ses activités au sein du parti en 1916. Libéré de prison après la fin de la Première Guerre mondiale, il entre dans le gouvernement du roi Faiçal I.
Quand le mandat français est proclamé en Syrie, en juillet 1920, Kouatli est condamné à mort. Il fuit en Égypte, avant de se réfugier en Suisse, à Genève, où il fonde un mouvement politique avec d'autres nationalistes (dont Chekib Arslan) : le Comité syro-palestinien.
Il retourne en Syrie en 1924 et participe à la révolte syrienne de 1925-1927. De nouveau exilé en 1927, il retourne en Syrie lors d'une amnistie générale en 1931. 
Kouatli est alors un associé et un protégé du président syrien, Hachem al-Atassi. Atassi démissionne de son poste de président de la république en 1939, par opposition aux autorités françaises.
Le Bloc national est resté l'expression dominante du nationalisme syrien, et quand des élections ont de nouveau lieu en Syrie en 1943, c'est Kouatli, candidat du Bloc national, qui les gagne. Sa première préoccupation est de signer un traité avec la France pour que les soldats français et britanniques quittent la Syrie. En 1946, toutes les troupes étrangères sont évacuées.
Après un amendement de la constitution syrienne, Kouatli est réélu une deuxième fois en 1948.
Après la victoire israélienne lors de la guerre israélo-arabe de 1948, et à la suite du mécontentement général qui règne en Syrie, il est renversé par un coup d'État mené par le colonel Housni al-Zaïm en mars 1949.
Après un court emprisonnement, il s'exile en Égypte en attendant une occasion de regagner son pays, alors qu'au même moment une série de coups d'État paralysent la Syrie.
Des élections libres ont de nouveau lieu en 1955 et Kouatli, à la tête du Parti national (successeur du Bloc national) est réélu président de la République.
Mais en tant que président, il n'a plus beaucoup de pouvoir, il influence surtout la politique intérieure syrienne.
En 1958, sous l'influence du nationalisme arabe la Syrie et l'Égypte fusionnent pour créer la République arabe unie, Kouatli étant président adjoint du pays avec Nasser. En 1959, à la suite d'un désaccord avec Nasser, il est de nouveau contraint à l'exil.
Cet évènement marque la fin de sa carrière politique. Il meurt en 1967 à Beyrouth, son corps est rapatrié en Syrie, à Damas, où de grandes funérailles sont organisées en son honneur.